# Condado de Butler (Ohio)
El Condado de Butler es un condado del estado de Ohio, Estados Unidos. Tiene una población estimada, a mediados de 2021, de 390 234 habitantes.
La sede del condado es Hamilton, así como su mayor ciudad.
El condado tiene una superficie de 1217 km², de los cuales 9 km² están cubiertos por agua.
Fue fundado el 1 de mayo de 1803.